# José Palma (actor costarricense)
Jose Palma (Sabanilla, San José, 28 de noviembre de 1989) es un actor costarricense de cine y televisión, conocido por aparecer en cintas como Crawl (2019), Venom: Let There Be Carnage (2021) y The Batman (2022), además de series de televisión como The Liberator (2020) y 3 Body Problem (2024).

## Biografía
Palma nació en Sabanilla, Costa Rica, sin embargo, se mudó a Fort Myers, Florida en su niñez. Regresó a Costa Rica en 2007 con la intención de forjarse una carrera en la actuación, pero debido a la falta de oferta educativa teatral, decidió mudarse a Londres para buscar oportunidades. Posee ascendencia chorotega, etnia que abarca a los últimos descendientes que alguna vez habitaron la ciudad prehispánica de Cholula, en el actual México, pero que fueron desterrados por los Nahuas.
Inició su carrera actuando en cortometrajes como River Omen (2016), The Novelist (2017), The Loft (2017) y The Liar (2018) y en algunas películas en papeles menores como Finding Fatimah (2017) y Bohemian Rhapsody (2018). Su trabajo más destacado ha sido en la serie de Netflix, The Loberator (2020) como el soldado Cruz, y aparecerá en la serie 3 Body Problem (2024) en el papel de Roberto, y basada en la obra literaria de Liu Cixin, El problema de los tres cuerpos.

## Filmografía
- River Omen (2016) como Asistente
- The Novelist (2017) como Jack
- Finding Fatimah (2017) como Cigarro cubano
- The Loft (2017) como Kyle
- The Liar (2018) como Santiago
- Hitman 2 (Videojuego, 2018) como Pandillero hispano
- Bohemian Rhapsody (2018) como Invitado fiesta
- A Friend In Need (2019) como Gianni Baker
- Banged Up Abroad (2019) como Carlos
- Tom Clancy's The Division 2 (Videojuego, 2019) como Agente Espinoza
- Absentia (2019) como Anton Jablonski
- Crawl (2019) como Pete
- Impact of Murder (2019) como García
- La Petite Mort (2019) como Hearse Driver
- Linked (2020) como Simon Watts
- The Liberator (Miniserie, 2020) como Soldado Cruz[4]
- Sed Liberanos A Malo (2020) como Christian
- Hitman 3 (Videojuego, 2021) como Pandillero hispano 3
- Venom: Let There Be Carnage (2021) como Último Soldado comido en San Quentin
- No One Gets Out Alive (2021) como Inmigrante
- Horizon Forbidden West (Videojuego, 2022) como Voces adicionales
- The Batman (2022) como Puesto de mando #1
- 3 Body Problem (2024) como Roberto
- High Wire (TBA) como Hendrick García
- Time Bandits (TBA) como Balam Cupul